# Черневичи (Витебская область)
Черневичи (бел. Чарневічы) — агрогородок в Глубокском районе Витебской области Беларуси, в Прозорокском сельсовете. 

## География
Село находится в 10 км к северо-западу от центра сельсовета села Прозороки и в 33 к северо-востоку от райцентра, города Глубокое. Черневичи стоят на реке Аута, находятся на границе с Шарковщинским районом. Местная дорога соединяет Черневичи с Прозороками и автомагистралью Р45. Ближайшая ж/д станция также находится в Прозороках (линия Полоцк — Молодечно).

## Население
- 1931 год — 38 человек
- 1999 год — 440 человек
- 2009 год — 388 человек
- 2019 год — 332 человек

## Достопримечательности
- Православный храм Св. Параскевы Пятницы. Построен в 1887 году в русском стиле. Включен в Государственный список историко-культурных ценностей Республики Беларусь[2] —  Историко-культурная ценность Республики Беларусь, шифр 213Г000419.
- Костёл Святого Иоанна Крестителя. Построен в довоенное время, когда Черневичи входили в состав межвоенной Польши. В послевоенное время в здании был склад, в 1990-х гг. храм вернули верующим после чего к храму была пристроена башня.
- Янова криница — лечебный источник.
  - Часовня над Яновой криницей.
  - Курганный могильник-1, курганный могильник-2 периода раннего средневековья (VIII—XIII вв.) —  Историко-культурная ценность Республики Беларусь, шифр 213В000420.

## Галерея

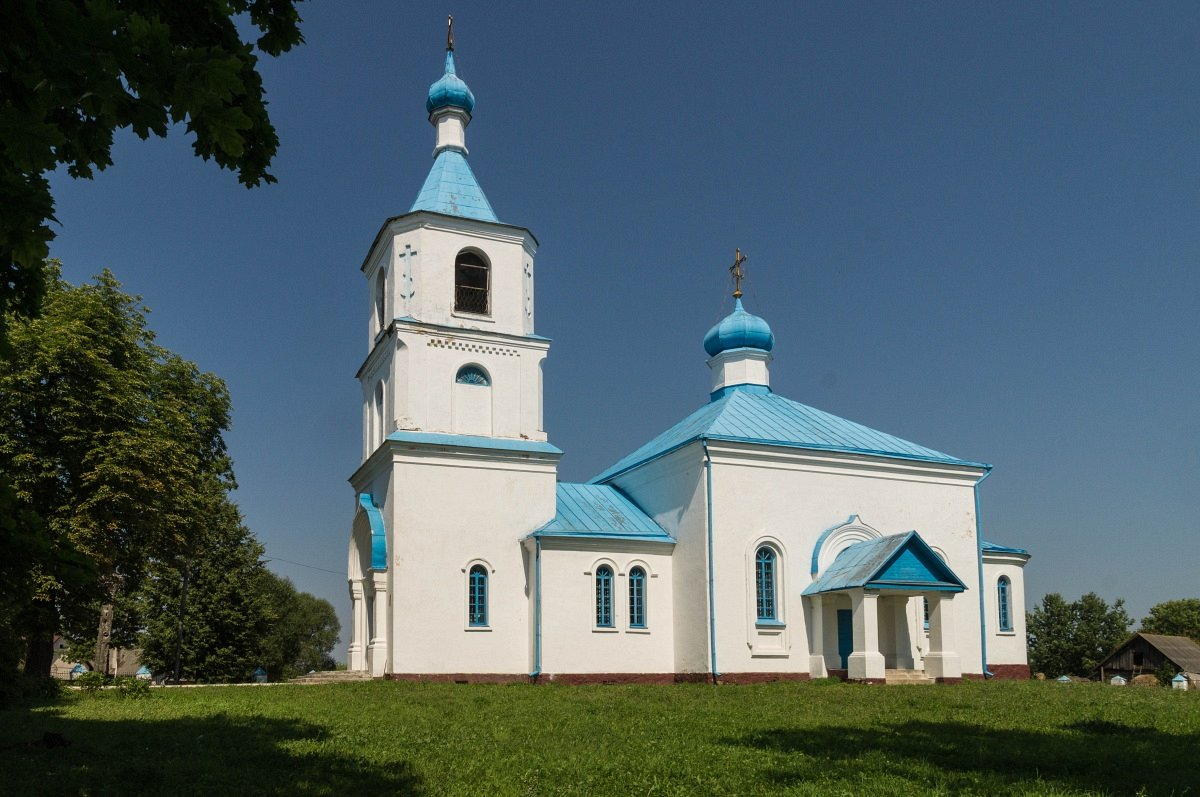
Православный храм Св. Параскевы Пятницы
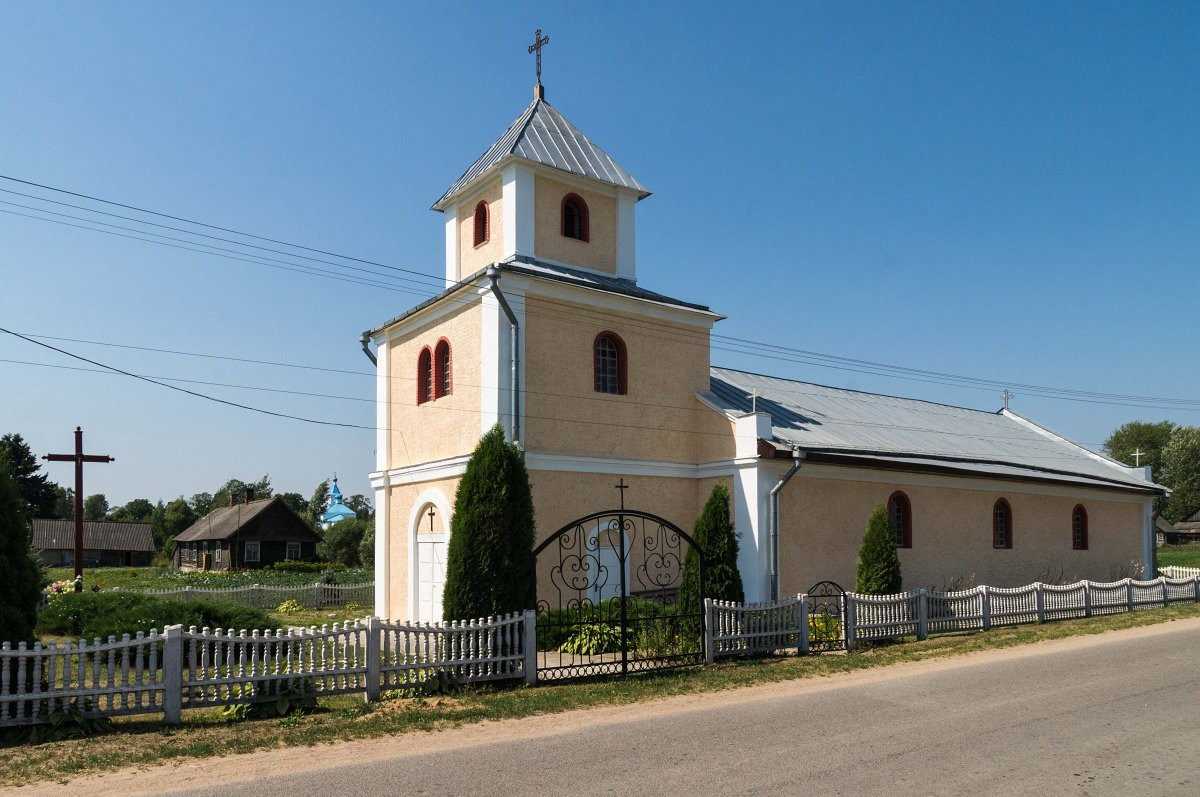
Костёл Св. Иоанна Крестителя
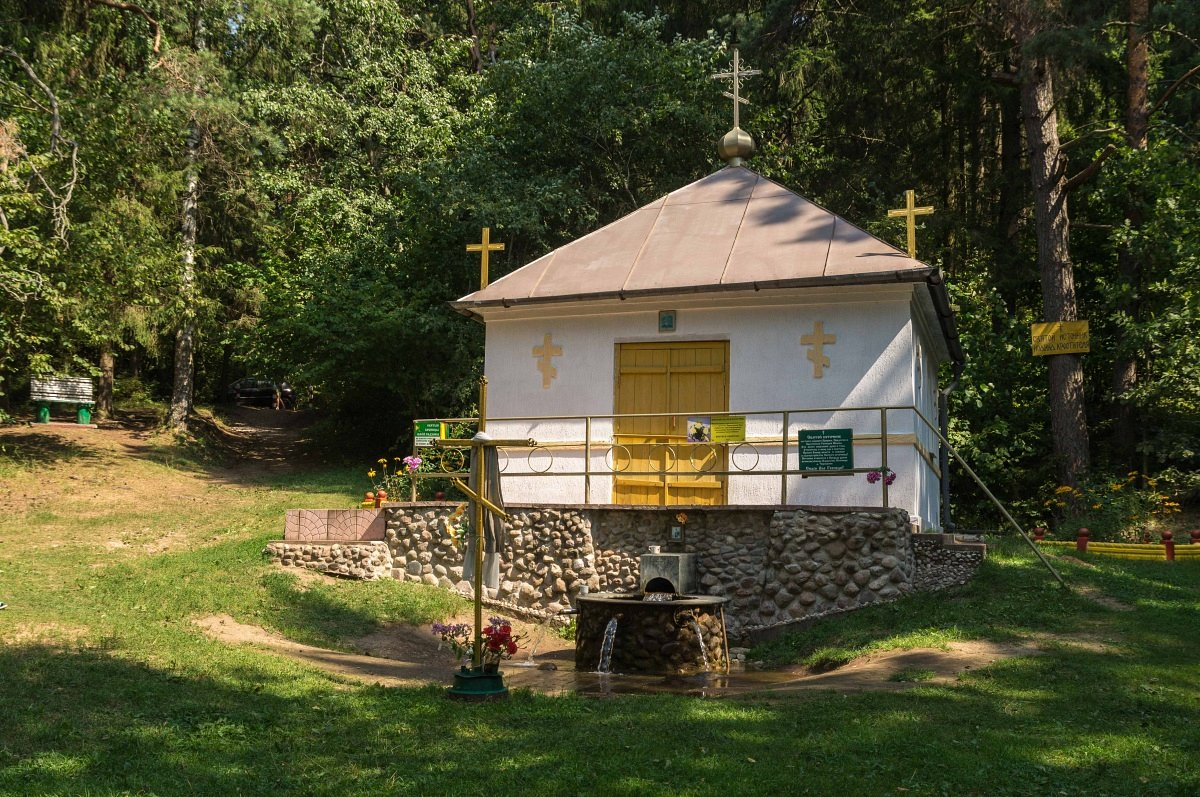
Часовня над Яновой криницей
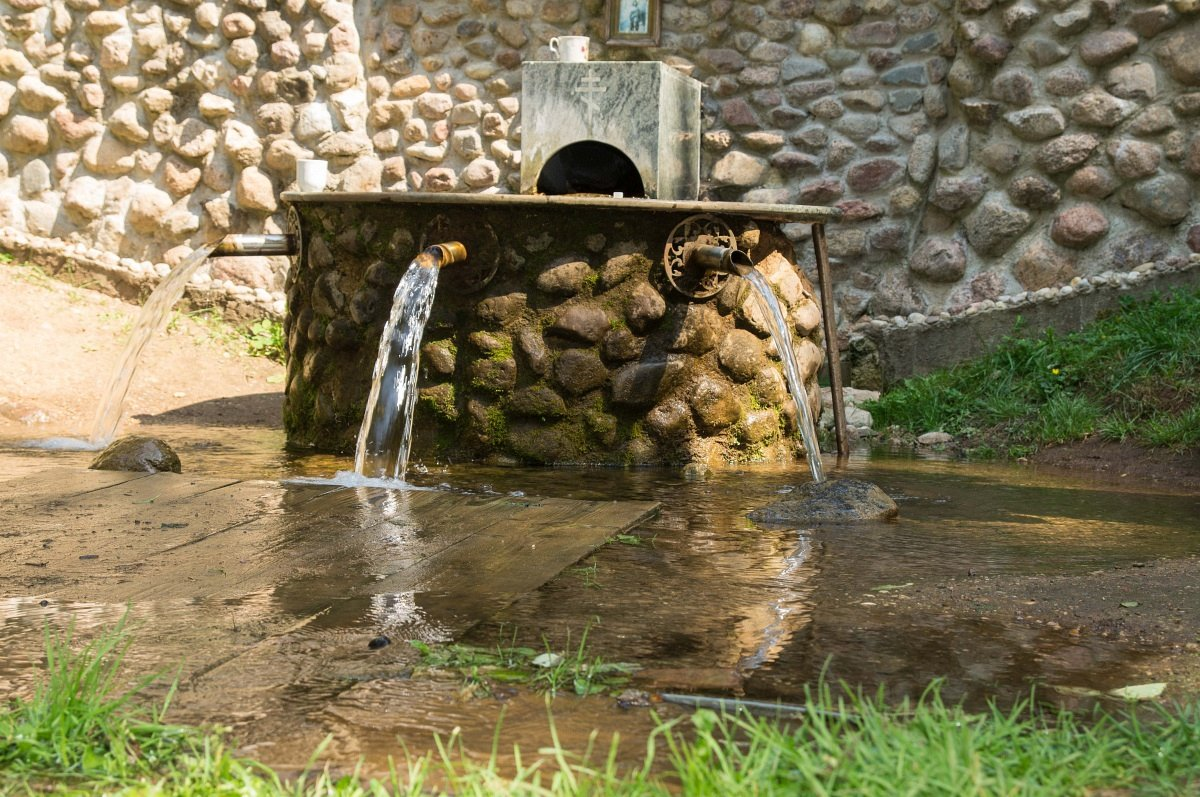
Янова криница
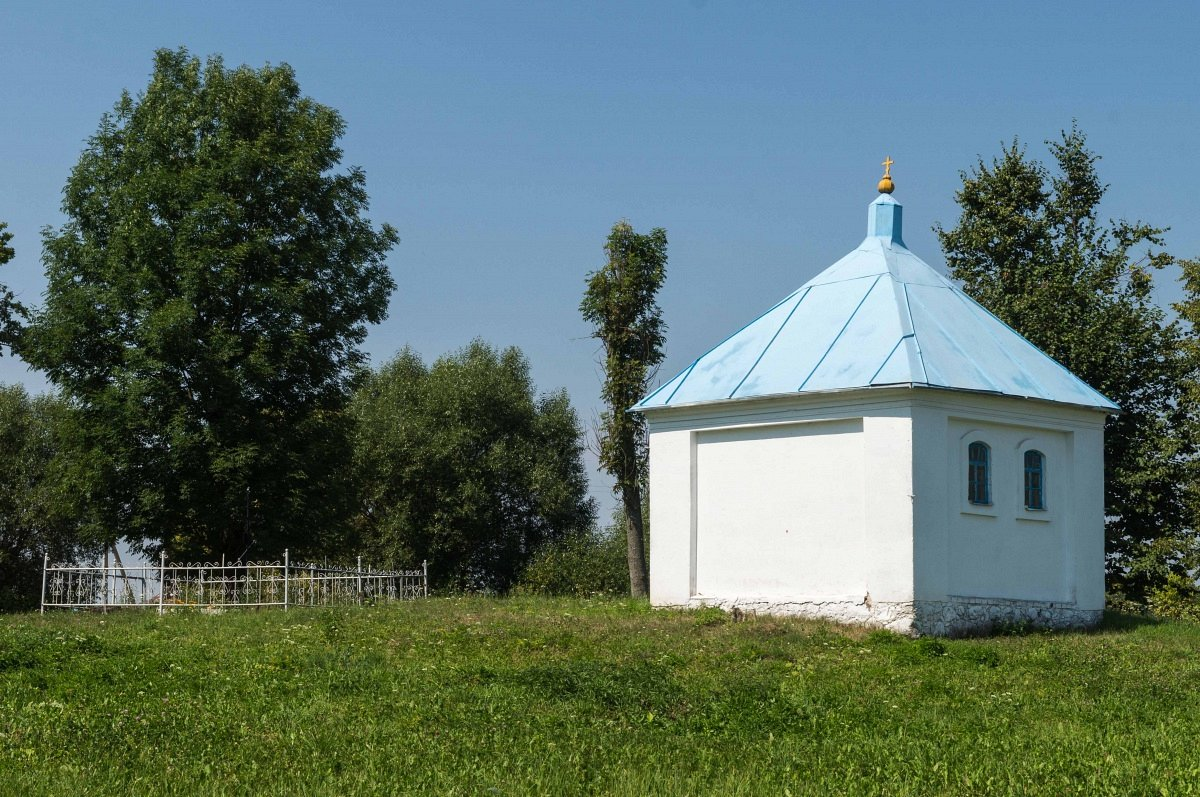
Часовня около церкви